# Eunicella filifica
Eunicella filifica är en korallart som beskrevs av Manfred Grasshoff 1992. Eunicella filifica ingår i släktet Eunicella och familjen Gorgoniidae. Inga underarter finns listade i Catalogue of Life.